# Guilherme Paraense
Guilherme Paraense (Belém, 25 juni 1884 – Rio de Janeiro, 18 april 1968) was een Braziliaans olympisch schutter.
Guilherme Paraense nam als schutter eenmaal succesvol deel aan de Olympische Spelen; in 1920. Op het onderdeel 25 meter pistool won hij goud, en won hiermee de eerste gouden medaille van Brazilië. Verder nam hij deel aan de onderdelen 30 meter militair pistool (4de) en team 50 meter pistool. Hij was tevens ook vlaggendrager tijdens de openingsceremonie voor zijn land.
1896: Ioannis Phrangoudis ·
1900: Maurice Larrouy ·
1912: Alfred Lane ·
1920: Guilherme Paraense ·
1924: Henry Bailey ·
1932: Renzo Morigi ·
1936: Cornelius van Oyen ·
1948: Károly Takács ·
1952: Károly Takács ·
1956: Ștefan Petrescu ·
1960: William McMillan ·
1964: Pentti Linnosvuo ·
1968: Józef Zapędzki ·
1972: Józef Zapędzki ·
1976: Norbert Klaar ·
1980: Corneliu Ion ·
1984: Takeo Kamachi ·
1988: Afanasijs Kuzmins ·
1992: Ralf Schumann ·
1996: Ralf Schumann ·
2000: Sergej Alifirenko ·
2004: Ralf Schumann ·
2008: Oleksandr Petriv ·
2012: Leuris Pupo ·
2016: Christian Reitz ·
2020: Jean Quiquampoix ·
2024: Li Yuehong